# 沈志峰
沈志峰（1940年6月—），男，汉族，河北蠡县人，中华人民共和国政治人物，曾任石家庄市人民政府市长，第八届全国人大代表。